# Cista (religión)

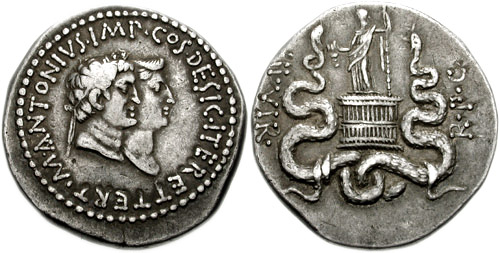
Cista mística representada en una moneda de Marco Antonio y Octavia del año 39 a. C.

Una cista, cista mística o, a veces, cisto (del latín cista, derivado del griego κίστη, cesta, vaso) es un vaso, cesto o canasta sagrada utilizada en los cultos mistéricos de la antigüedad para guardar objetos.

## Utilización profana
Las cistas eran en la antigüedad, recipientes de uso muy común. Inicialmente eran canastas de mimbre utilizadas en el campo, especialmente para guardar legumbres y frutas, pero por extensión se denominaron con este nombre todo tipo de botes o cajitas que servían para contener dinero, rollos manuscritos, juguetes, ropa, joyas, objetos preciosos o artículos de tocador (de ahí el nombre de cistellatrix que se daba a las esclavas responsables de guardar las cistas con cosméticos y ungüentos de sus dueñas).
En Praeneste, la actual Palestrina, se han encontrado diversas cistas de bronce, como la famosa Cista etrusca Ficoroni.

## Utilización sagrada
En los cultos mistéricos, la cista era un objeto que ocupaba un lugar muy importante, junto al calathus y al liknon (criba) dionisíacos. Su papel era siempre el mismo y estaba perfectamente determinado. La cista, cerrada con una tapa, servía para mantener oculto a ojos de los profanos, los objetos sagrados y misteriosos, cuya revelación era el acto esencial de todas las iniciaciones. Un terror religioso defendía de la curiosidad de los indiscretos, los misteriosos objetos ocultos en la cista y a la cista misma, a los que los devotos rendían con gran honor su adoración.
Los textos y objetos que se han podido conservar atestiguan que la cista de los misterios, ritualmente siempre fue una cesta cilíndrica de mimbre trenzado con tapa, pero nunca, una caja de madera o metal, que imitara su forma. A veces tenían una gran dimensión, como la que los hermanos Tottès y Onnès encontraron en el Mileto sitiado, la hiera de los misterios cabíricos, donde se necesitaban dos hombres para portarla. Pero lo más normal es que la cista tuviese un tamaño que pudiese ser portada por un solo hombre. 
Al ministro sagrado que realizaba el oficio, se le llamaba cistophoros, y los romanos, a veces, lo traducían como cistifer.

### Culto a Dioniso
Es sobre todo en el culto mistérico a Dioniso donde la cista fue esencial, tanto es así que en la época romana se convirtió en un elemento característico en cualquier escena típica relacionada con Baco y las Bacanales, aunque fuese sin intención mistérica, en las obras de escritores o artistas. Sin embargo, la cista no parece haber tenido presencia en los ritos primitivos de la religión dionisíaca, en especial la del Dioniso tebano. Es absolutamente ajena a la Trietérides de Beocia. No aparece la cista con Dioniso y sus seguidores en ninguna obra artística de la propia Grecia que se remontan a su apogeo ni en ninguna de las innumerables escenas dionisíacas que nos ofrecen los vasos pintados. En Aristófanes, la cista es solo el recipiente que contiene las tortas del sacrificio. 
Las primeras menciones literarias de la cista como objeto mistérico en las ceremonias dionisíacas se encuentran en Demóstenes y en Teócrito. Incluso en la primera, se practica una tíaso especialmente consagrada al culto de Sabazio. Solo a través de los elementos extranjeros tomados de la religión del dios tracio-frigio, fue introducida la cista en el culto dionisíaco en Grecia. Además, en los ritos báquicos, contienen siempre la serpiente, animal que en el simbolismo dionisíaco proviene del Sabazio del Asia Menor. Una serpiente viva, se mantenía permanentemente en la cista dionisíaca, no solo como guardián de la hiera que contenía, sino como el emblema animado de Dioniso Bassareo o Sabazio, como el mismo dios.
La representación más antigua que se dispone de la cista dionisíaca es a través de un tipo de monedas de plata de Asia Menor llamadas "cistóforas", donde está rodeada por una guirnalda de hiedra, con su tapa levantada y una serpiente saliendo de ella. De hecho, tuvo siempre un lugar importante en las ceremonias del culto de Dionisio en esta zona, tanto en las ciudades helénicas como en las de los nativos, que sin duda, estabas influenciada en este sentido por los griegos asiáticos. De la misma época aproximado que las cistóforas es el famoso grupo del Toro Farnesio, obra de los escultores de Rodas, donde la cista mística figura en tierra como índice de la ceremonia dionisíaca en medio de la cual, Dirce ha sido capturada por Anfión y Zeto. Por la misma época, sin embargo, y probablemente del arte de Asia Menor, se conserva un vaso de ónice, conocido como "Copa de los Tolomeos", donde la cista está entreabierta, y la serpiente saliendo, en medio de una acumulación de objetos religiosos de todo tipo, vasos, máscaras, etc., preparados para la fiesta de Baco.
En la época imperial romana, la imagen de la cista mística no falta casi nunca en los bajorrelieves de los temas báquicos, especialmente en los sarcófagos. Sin embargo, no aparece como llevada en procesión o empleados en un rito determinado. Es un atributo que se encuentra en el suelo, a veces solo, para definir la naturaleza de la escena y como un recordatorio de que el dios al que se refiere es un dios de los misterios.

### Culto a Deméter

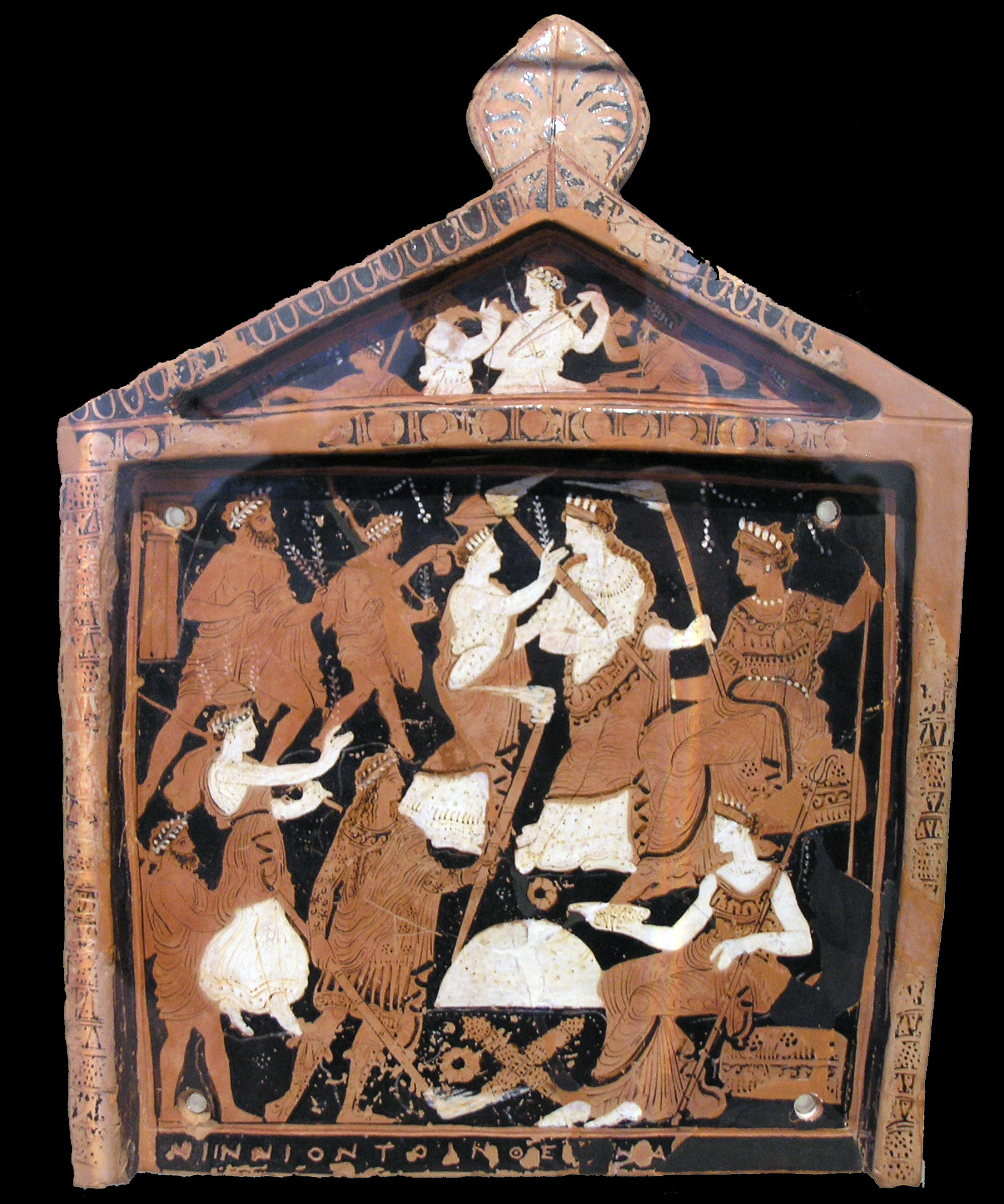
Placa votiva descubierta en el santuario de Eleusis. Arriba, Deméter está sentada sobre la «cista secreta».

La cista forma parte del culto mistérico a Deméter, lo mismo que a Dioniso. Sin embargo, no aparece mencionada desde épocas muy antiguas. En las pinturas de Polignoto en Delfos, Cleoboia, que había llevado de Paros a Tasos los misterios de Deméter, fue representada sosteniendo en su regazo la cista que se utilizaba en estas iniciaciones. Esta es la primera mención conocida de la cista demetríaca. En la vida de Foción descrita por Plutarco, se trata de tiras de púrpura alrededor de las cistas místicas utilizadas en los misterios eleusinos. Estaban allí, de hecho, para contener la hiera, compuesta principalmente de tortas, que los iniciados probaban durante las noches de iniciación, como se desprende de la famosa fórmula: "He ayunado, he bebido el kykeon, que tomé en la cista y, después de probar, coloqué el calathus y después el calathus a la cesta."
La cista aparece también como un elemento esencial de los ritos mistéricos de Deméter establecidos o reorganizados en el Peloponeso, en la época de la supremacía política de los tebanos. Así, en la inscripción que contiene el reglamento de los misterios de Andania en Mesenia, se habla de vírgenes sagradas que conducen carros que portan las cistas que contienen las hiera mystica. En Acacésion, cerca de Megalópolis, el escultor Demofón de Mesina habría realizado un grupo de grandes diosas, colocado en el templo, y Despena, la diosa niña, al igual que Perséfone, tenía la cista sobre sus rodillas. La similar Deméter Erinnys en Onceion, cerca de Thelpousa, en la Arcadia, tenía por atributos la cista mística y la antorcha. En Apuleyo, Psique jura a Ceres per tacita secreta cistarum.

### Otros cultos

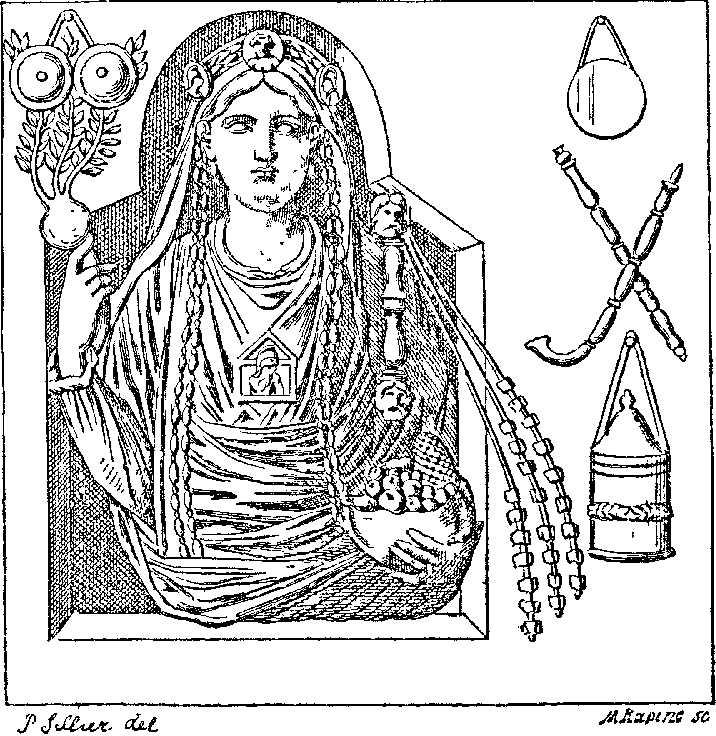
Bajorrelieve con el busto de Galo rodeado de címbalos, timpanon, flautas y cista mística.

Clemente de Alejandría habla de cistas empleadas en otros misterios de menor importancia, indicando las hiera que contenían ocultas a la vista: las del culto secreto a Temis y las de los misterios de Afrodita en Chipre, que se afirmaba que fueron fundados por Cíniras. De la cista para las iniciaciones cabíricas, hablan el mismo Clemente de Alejandría y Nicolás de Damasco, que cuentan que la introducción de estas iniciaciones se produjo en Mileto.
La cista también encontró un lugar en las ceremonias de culto osiríaco, tal como se celebraban en el mundo grecorromano. No fue un préstamo del ritual egipcio, sino una adición griega, preparada al uso de los misterios dionisíacos, como resultado de la asimilación que se había establecido desde la época de Heródoto, entre Osiris y Dioniso. Tibulo habla de la cista de Osiris, y Apuleyo la muestra llevada solemnemente en la gran procesión isíaca. En la cara anterior de un altar votivo descubierto en Roma, en el sitio del Templo de Isis, se puede observar una cista redonda y cerrada, en torno a la cual hay una serpiente enroscada, a la que acompañan una luna creciente y unas orejas.
El cipo funerario de Babillia Varilla presenta la figura de la difunta vestida de Isis, con el sistro y la sítula sagrada, y con ella una cista acompañada por la serpiente. La de L. Valerio Firmo, sacerdos Isis Ostiensis et Matris Deorum Transtiberinae, le muestra con vestimenta frigia, teniendo a su derecha una mesa en la que se hallan colocadas dos cistas cerradas, una decorada con la cabeza del sol radiante y la otra la luna creciente.
También en la tumba de un cistophorus aedis Bellonae Pulvinensis, la cista todavía acompaña al busto de un sacerdote de Cibeles en un monumento de la Villa Albani.
Unidas a los cultos extranjeros que despreciaban a los amigos de las viejas costumbres nacionales, los cistóforos disfrutaban en Roma de una pobre consideración. Pero los romanos, al mismo tiempo, estaban tan acostumbrados a ver en la cista al recipiente normal de los sacra arcana que en los relieves de la mesa ilíaca, aparece una cesta de este tipo donde Eneas porta los Penates en medio del incendio de Troya, si bien, no hay texto literario conocido que aporte este detalle.
La cista mística fue usada en otras ceremonias de iniciación como en una antigua secta llamada de los Ofitas.

## Numismática
La cista mística aparece en diversas monedas de la Antigua Grecia y Roma.